# Volovec (Tatry)
Volovec je hora v Roháčích v Západních Tatrách. Leží na hlavním hřebeni Západních Tater na slovensko-polské hranici, 12 km východo-jihovýchodně od obce Zuberec. Vypíná se do výšky 2063 m n. m. s prominencí 153 metrů (převýšení od Jamnického sedla).
Na vrcholu Volovce se spojují 3 hřebeny - od jihozápadu hlavní hřeben Roháčů (Baníkov, Plačlivé, Ostrý Roháč), na východ hraniční hřeben Liptovských Tater (Hrubý vrch atd.) a na sever rozsocha Rákoně. Z vrcholu je nádherný výhled, především na západ na hřeben Roháčů.

## Přístup
Volovec patří mezi nejsnáze dostupné dvoutisícovky v celých Tatrách. Nejjednodušší výstup vede od Ťatliakovej chaty v závěru Roháčské doliny, po  značce do sedla Zábrať, po  značce na Rákoň a nakonec po  značce až na vrchol (celkem 2:20 hodin s převýšením 750 metrů).

## Galerie

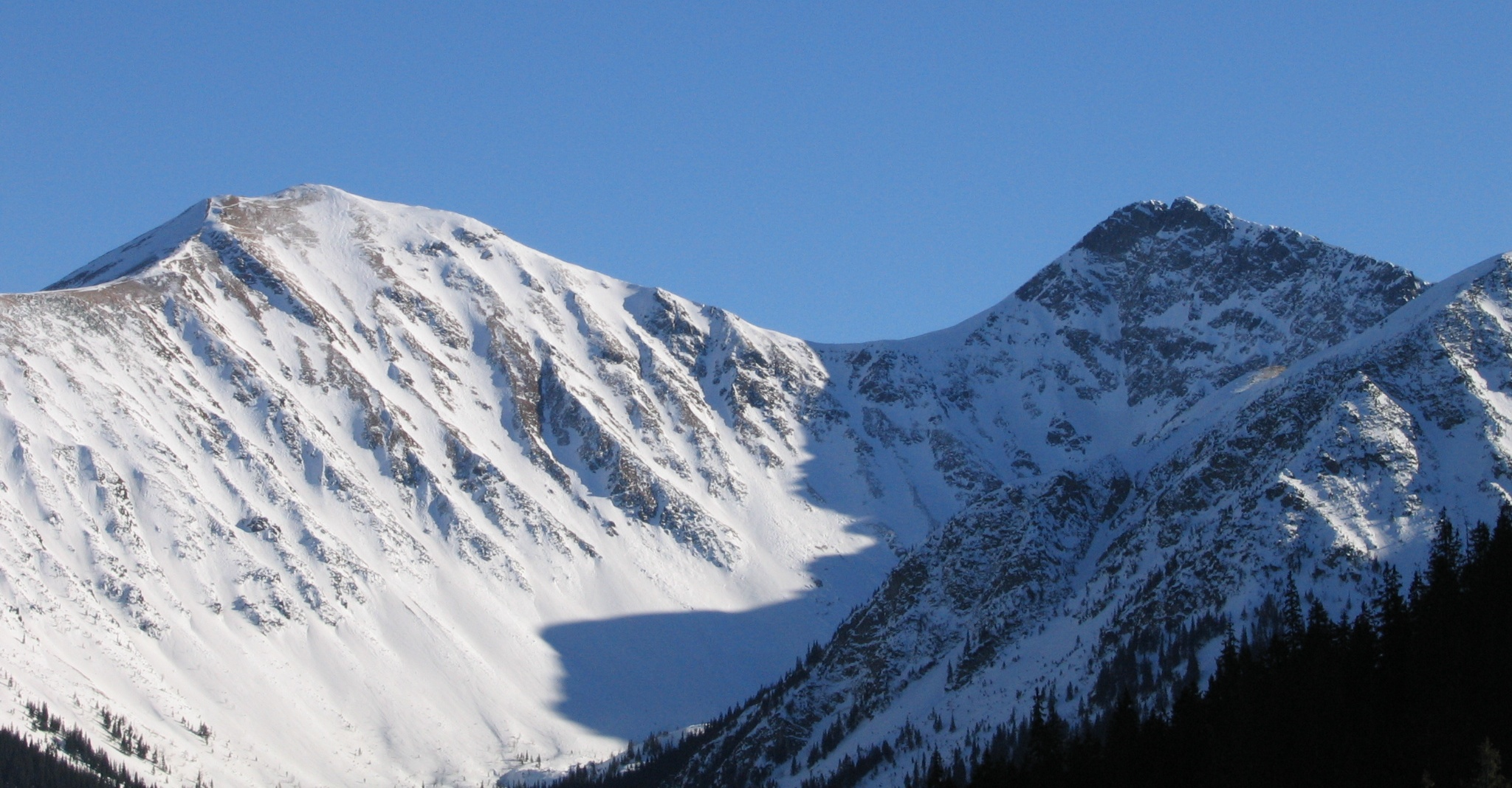
Volovec (vlevo) a Ostrý Roháč
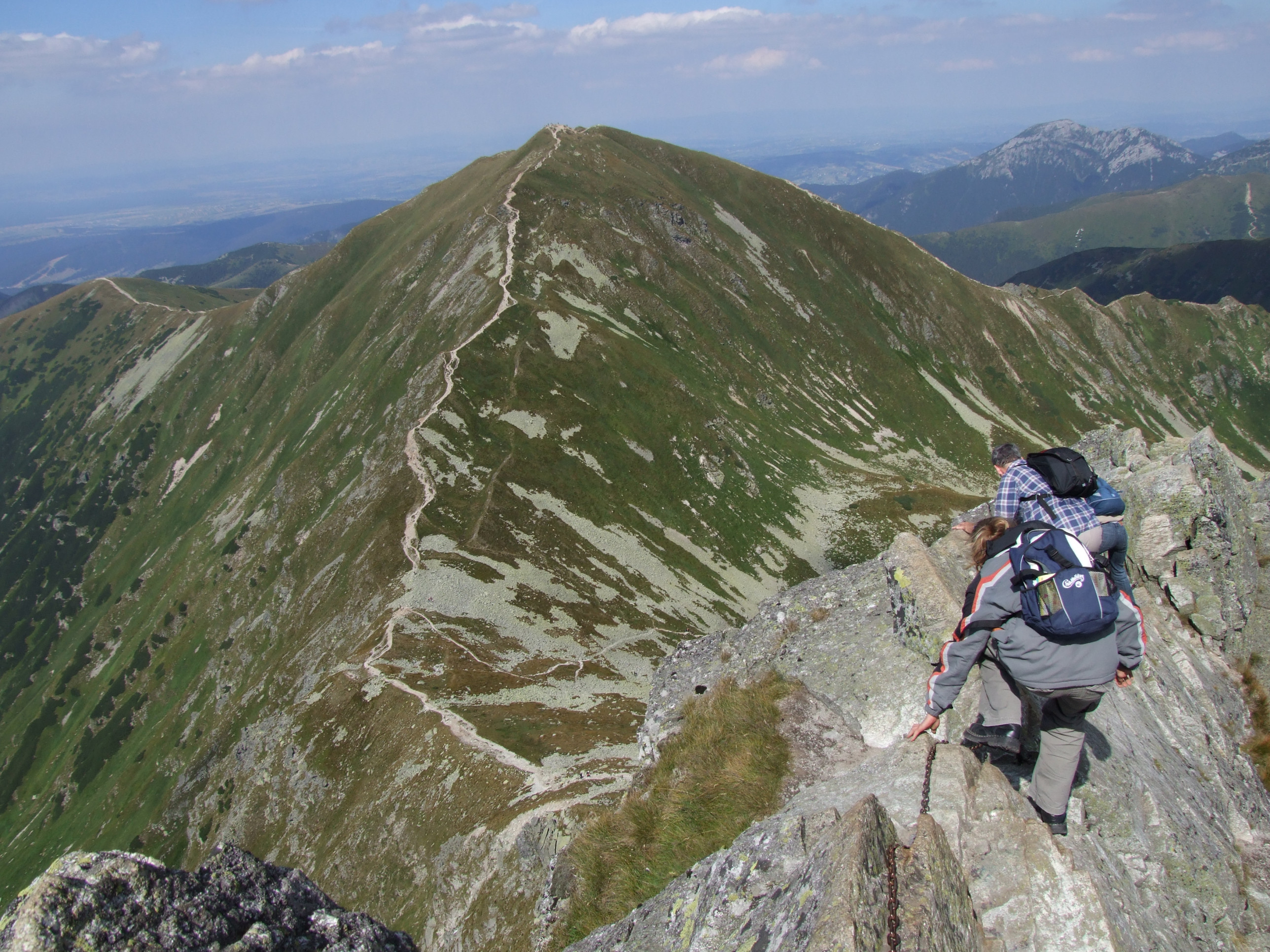
Volovec z Ostrého Roháče
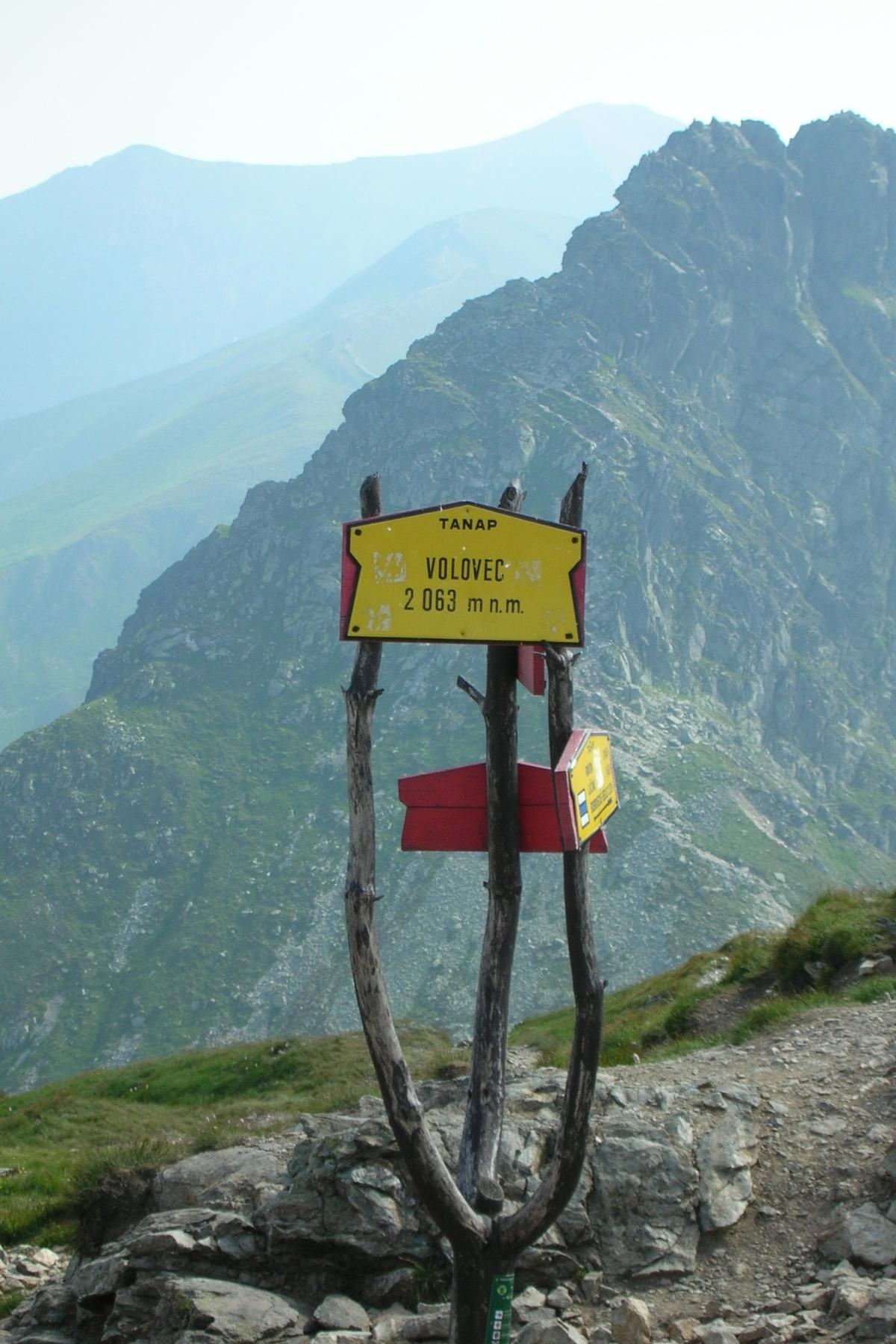
Na vrcholu
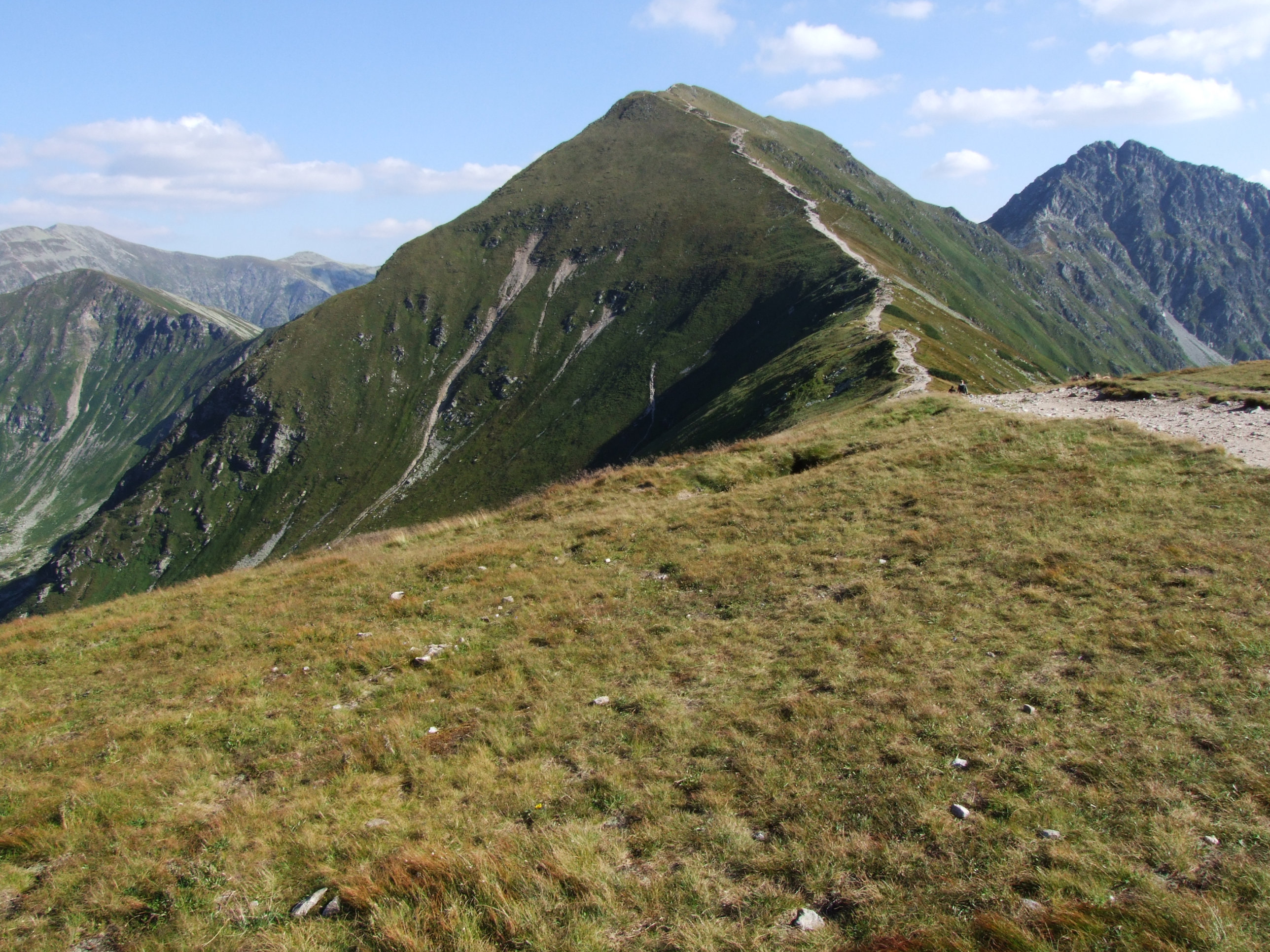
Volovec a za ním Ostrý Roháč
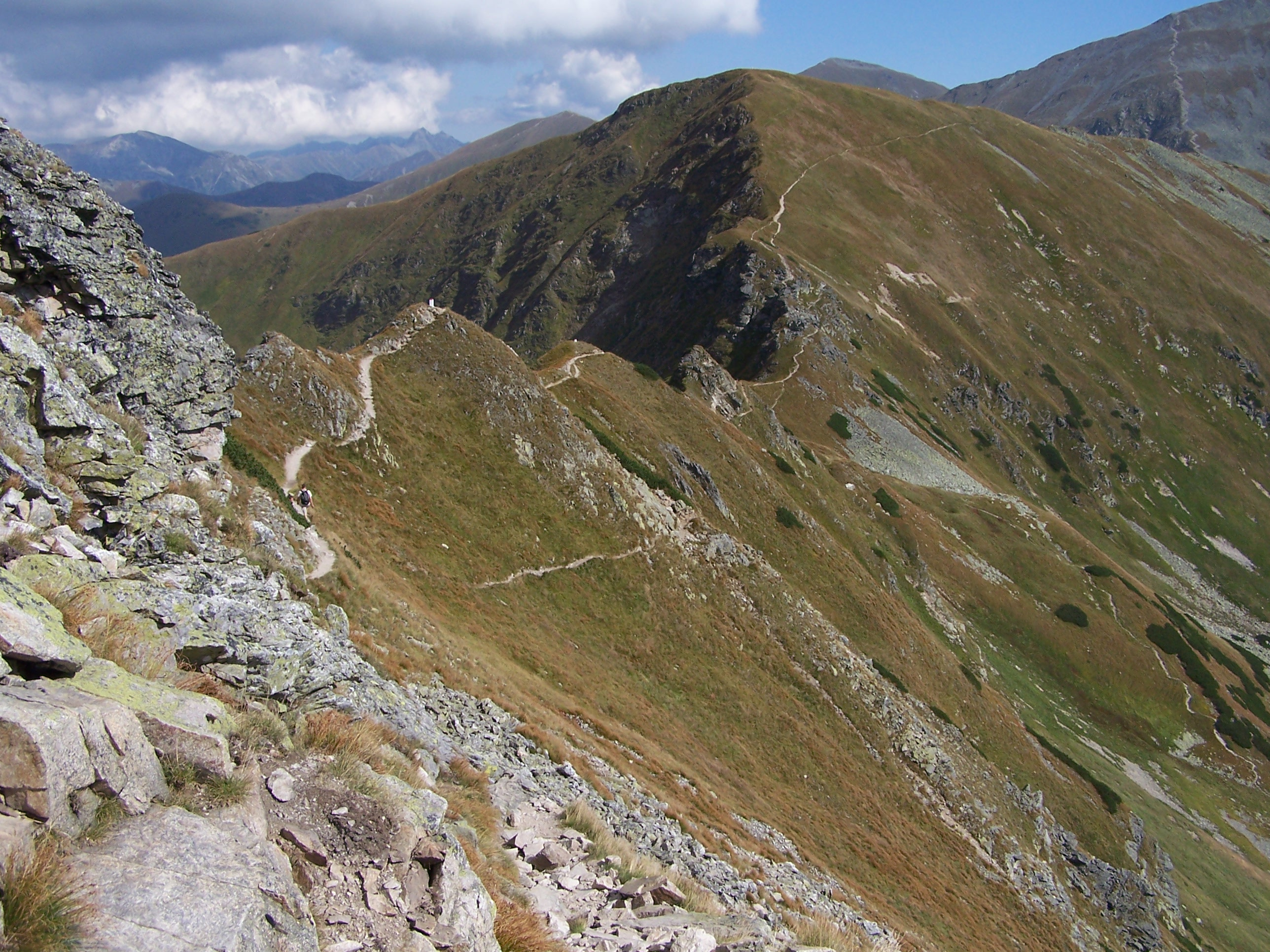
Hlavní hřeben V od Volovce
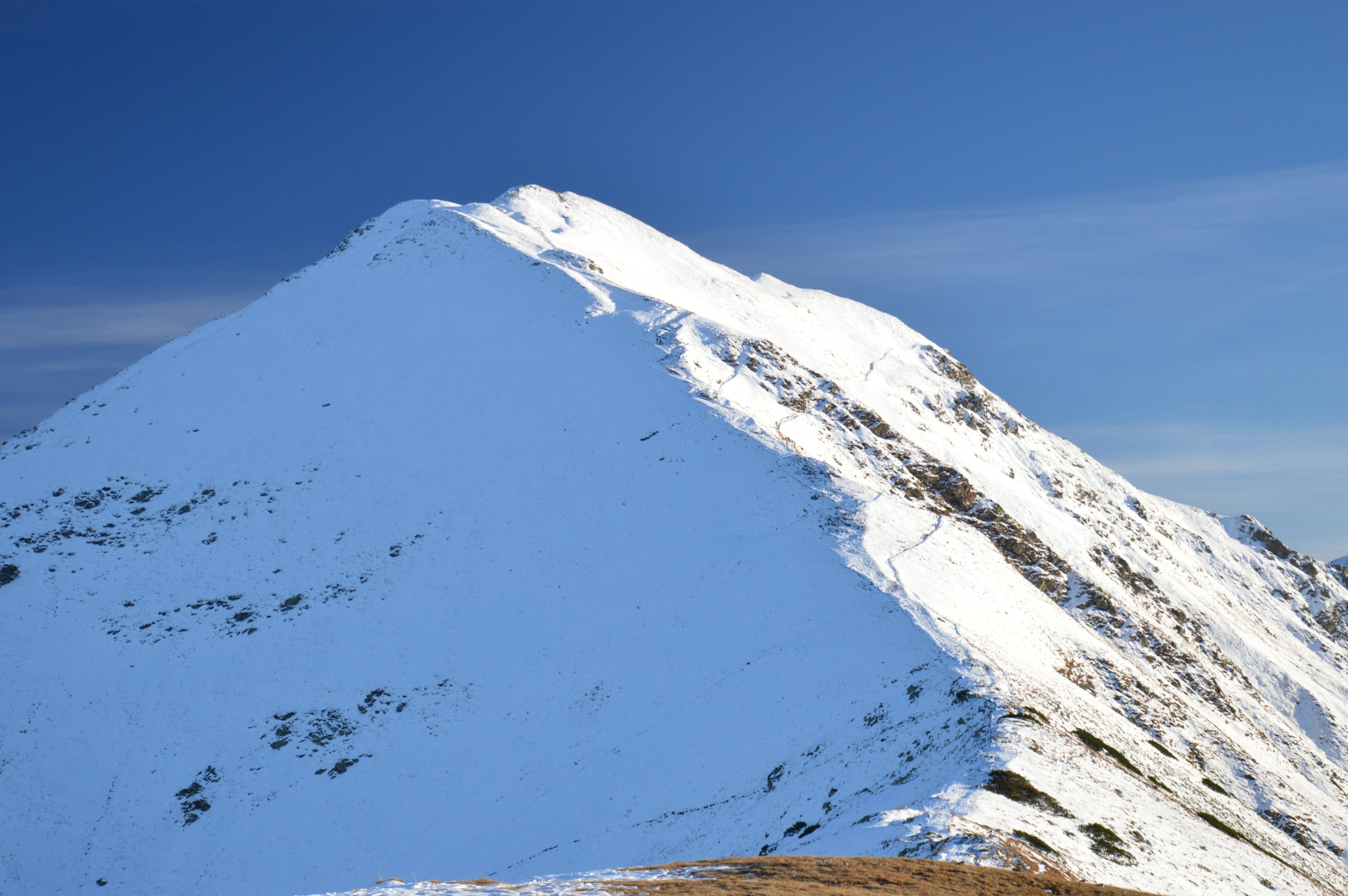
Volovec z vrchu Rakoň